# Општина Брадени (Сибињ)
Брадени (рум. Brădeni) општина је у Румунији у округу Сибињ.
Oпштина се налази на надморској висини од 559 m.